# كايكيونيس (مدينة)
كايكيونيس (بالإسبانية: Cauquenes) هي بلدية تقع في تشيلي في Cauquenes Province. يقدر عدد سكانها بـ 38,522 نسمة ومساحتها 2,126.3 كم2 وترتفع عن سطح البحر 135 متر.